# たのきゅう
たのきゅうは、日本の民話（昔話）。落語にも類例がある。「異類退治」譚とも「呪的勝負」譚ともされるが、類話が極めて少ない。

## ストーリー

### あらすじ
アニメーションテレビ番組『まんが日本昔ばなし』で紹介されたストーリーでは、以下の通り。
たのきゅうという役者をしているがいまいち自分の演技や振る舞いに自信がなく売れていない男がいた。ある日、たのきゅうは故郷の母の病の知らせを受けて里帰りを始めるが、夜の山道で怪しい大男に出くわす。お前は何者かと聞くので、震えながら「たのきゅう」と答えると、大男は『たぬき』と聞き間違え、「たぬきなんぞ食えるか。仕方ない」と言い、たぬきなら何か化けて見せろという。たのきゅうは芝居の道具を使って女に変装すると、大男は驚き「実は儂も化けておるんじゃ。」と、みるみる大きなウワバミに変わる。
たのきゅうは震えあがり、気を紛らわすために煙草に手を伸ばした。するとウワバミは「やめてくれ、わしは煙草の煙が大嫌いじゃ！」と叫んだ。そしてウワバミが自分の嫌いなものを知られてしまったのだからとたのきゅうの嫌いな物はなんだとしつこく聞くので、世の中で一番「お金」が嫌いと答えてウワバミと別れる。
翌朝になるとたのきゅうはこの話を村の人達に教えてやり、村人達は、煙草を吸いながらウワバミ退治に出かけた。
怒ったウワバミは「性悪たぬきめ。村の人間どもにしゃべったな」とたのきゅうの家を探しあて、「たぬきめ、人間に化けて暮らしてやがる。これでも喰らえ！」と天窓から小判を大量に投げ込む。「ざまあみろ！」と捨て台詞を残してウワバミは去っていき、たのきゅうは大金持ちになった。またウワバミを騙し切ったことで自分に自信がつき、役者としても大成したという。

### 特徴
- ほかの昔話とくらべ物語が定型化しており、ヴァリエーションが非常に少ない。退治する相手も大蛇（うわばみ）で固定していて、狐や天狗にはなったりせず、大蛇が化けるのは大男か老人、苦手なのは煙草と渋柿、仕返しにもらうのも金銭（小判）、役者が間違えられるのも狸と決まっている。